# Литто
Литто́ (фр. Litteau) — коммуна во Франции, находится в регионе Нижняя Нормандия. Департамент коммуны — Кальвадос. Входит в состав кантона Бальруа. Округ коммуны — Байё.
Код INSEE коммуны — 14369.

## Население
Население коммуны на 2010 год составляло 261 человек.
| 1962 | 1968 | 1975 | 1982 | 1990 | 1999 | 2010 |
| ---- | ---- | ---- | ---- | ---- | ---- | ---- |
| 278  | 253  | 241  | 227  | 217  | 214  | 261  |

## Экономика
В 2010 году среди 168 человек трудоспособного возраста (15—64 лет) 136 были экономически активными, 32 — неактивными (показатель активности — 81,0 %, в 1999 году было 72,8 %). Из 136 активных жителей работали 123 человека (68 мужчин и 55 женщин), безработных было 13 (4 мужчины и 9 женщин). Среди 32 неактивных 9 человек были учениками или студентами, 16 — пенсионерами, 7 были неактивными по другим причинам.